# رهبران دنیای آزاد
رهبران دنیای آزاد (به انگلیسی: Leaders of the Free World)، سومین آلبوم استودیوییِ گروه راکِ البو است که در سال ۲۰۰۵ عرضه شد.
این آلبوم توانست ردهٔ دوازدهم را در جدول موسیقی آلبوم‌های بریتانیا به‌دست آورد.